# Myopites boghariensis
Myopites boghariensis es una especie de insecto del género Myopites de la familia Tephritidae del orden Diptera.

## Historia
Seguy la describió científicamente por primera vez en el año 1934.